# Streets of Laredo
Streets of Laredo (no Brasil: Laredo: O Último Desafio) é uma minissérie estadunidense de 1995 dirigida por Joseph Sargent. É uma adaptação em três episódios do romance de 1993 Lonesome Dove escrito por Larry McMurtry.

## Antecedentes
Larry McMurtry escreveu 4 romances sobre as várias etapas das vidas de Gus McCrae e Woodrow Call, a dupla de cowboys que testemunhou em primeiro lugar uma grande fatia da história da conquista do oeste. Streets of Laredo é o romance final da série e retrata uma fase tardia da vida de Woodrow Call que depois do fracasso do rancho e a morte do filho volta a ser um homem da lei e um pistoleiro. 

## Sinopse
Durante muito tempo o capitão Woodraw F. Call foi temido pelos bandidos do velho Oeste. Já aposentado, ele parte para a sua última caçada humana pelo território mexicano. Call foi contratado para capturar o jovem assassino psicopata, Joey Ganza. Para realizar essa missão, Call reúne os seus velhos parceiros, Pea Eye Parker e o experiente guia índio, Famous Shoes. Numa terra onde as armas são a única lei e cada homem faz o seu próprio destino, eles enfrentam o desafio de uma das maiores perseguições da história do Oeste selvagem.

## Elenco
- James Garner	...	Capitão Woodrow Call
- Sissy Spacek	...	 Lorena
- Sam Shepard	...	 Pea Eye
- Ned Beatty	...	 Judge Roy Bean
- Randy Quaid	...	 John Wesley Hardin
- Wes Studi	...	 Famous Shoes
- Charles Martin Smith	...	 Ned Brookshire
- George Carlin	...	 Billy Williams
- Alexis Cruz	...	 Joey Garza
- Kevin Conway	...	 Mox Mox
- James Gammon	...	 Charles Goodnight
- Tristan Tait	...	 Deputy Ted Plunkert
- Miriam Colon	...	 Estrella
- James Victor	...	 Gordo
- Sonia Braga	...	 Maria Garza
- Julio Carreon-Reyes	...	 Rafael Garza
- Vanessa Martinez	...	Teresa Garza

## Prêmios e indicações
| Ano  | Prêmio                               | Categoria                                                                              | Resultado |
| ---- | ------------------------------------ | -------------------------------------------------------------------------------------- | --------- |
| 1996 | Primetime Emmy Awards                | Melhor Elenco de Minissérie, Telefilme ou Especial                                     | Indicado  |
| 1996 | Primetime Emmy Awards                | Melhor Edição de Som em Minissérie, Telefilme ou Especial                              | Indicado  |
| 1996 | American Society of Cinematographers | Melhor Fotografia em Minissérie ou Telefilme                                           | Venceu    |
| 1996 | ALMA Award                           | Melhor Performance Individual em um Filme para a Televisão ou Minissérie (Sônia Braga) | Indicado  |